# Championnats d'Afrique d'escrime 2006
Navigation
Édition précédente Édition suivante
Les 7es championnats d'Afrique d'escrime se déroulent à Casablanca au Maroc du 20 au 23 juin 2006.
L'Égypte domine le tableau des médailles, devant la Tunisie en remportant les deux tiers des médailles d'or en jeu. Ces deux pays remportent la totalité des médailles d'or.

## Médaillés
| Épreuves                               | Or                                                                    | Argent                                                         | Bronze                                    |
| -------------------------------------- | --------------------------------------------------------------------- | -------------------------------------------------------------- | ----------------------------------------- |
| Épée                                   |                                                                       |                                                                |                                           |
| Hommes individuel résultats détaillés  | Muhannad Saif El-Din                                                  | Ahmed El Kafrawy                                               | Ahmed El-Saghir Ahmed Nabil               |
| Hommes par équipes résultats détaillés | Égypte Ahmed Nabil Ahmed El Saghir Mohannad Saif Ahmed El Kafrawy     | Maroc Rachid Nasrallah Aissam Rami                             | Sénégal Cheikh Omar Diallo Abdou Sarr     |
| Femmes individuel résultats détaillés  | Mona Hassanein                                                        | Rachel Barlow                                                  | Khadija Chbani Aminata Ndong              |
| Femmes par équipes résultats détaillés | Égypte May Mustapha Mona Hassanein Eman Hossam Aya Heshem             | Maroc Khadija Chbani                                           | Sénégal Aminata Ndong Ndeye Binta Diongue |
| Fleuret                                |                                                                       |                                                                |                                           |
| Hommes individuel résultats détaillés  | Tamer Mohamed Tahoun                                                  | Mostafa Nagaty                                                 | Tarek Magdy Mahmud Mansour                |
| Hommes par équipes résultats détaillés | Égypte Tarek Magdy Mahmud Mansour Mostafa Nagaty Tamer Mohamed Tahoon | Maroc Soufiane Akkouri Aziz Karim                              | Sénégal Babacar Kadam Pape Mamadou Ndiaye |
| Femmes individuel résultats détaillés  | Shaimaa El-Gammal                                                     | Eman El-Gammal                                                 | Inès Boubakri Eman Shaaban                |
| Femmes par équipes résultats détaillés | Égypte Shaimaa El-Gammal Eman El-Gammal Eman Shaaban Salma Soueif     | Maroc Ilham Belfkih Hanane Atif Sara Al Akkad                  | Sénégal                                   |
| Sabre                                  |                                                                       |                                                                |                                           |
| Hommes individuel résultats détaillés  | Mohamed Rebaï                                                         | Souhaib Sakrani                                                | Medhat El-Bakry Mahmoud Samir             |
| Hommes par équipes résultats détaillés | Tunisie Hichem Samandi Mohamed Rebaï Souhaib Sakrani                  | Égypte Hassan Fawzan Ahmed Anwer Medhat El Bakry Mahmoud Samir | Sénégal Mamoudou Keita                    |
| Femmes individuel résultats détaillés  | Azza Besbes                                                           | Chaima Fathalli                                                | Hela Besbes Anna Ngoulou Seck             |
| Femmes par équipes résultats détaillés | Tunisie Hela Besbes Chaima Fathalli Azza Besbes                       | Sénégal Anna Ngoulou Seck Nafi Touré Adja Yacine Sarr          | Maroc                                     |

## Tableau des médailles
| Rang  | Nation         | Or | Argent | Bronze | Total |
| ----- | -------------- | -- | ------ | ------ | ----- |
| 1     | Égypte         | 8  | 4      | 7      | 19    |
| 2     | Tunisie        | 4  | 2      | 2      | 8     |
| 3     | Maroc          | 0  | 4      | 2      | 6     |
| 4     | Sénégal        | 0  | 1      | 7      | 8     |
| 5     | Afrique du Sud | 0  | 1      | 0      | 1     |
| Total | Total          | 12 | 12     | 18     | 42    |